# Колесник, Владимир Любомирович
Владимир Любомирович Колесник (укр. Володимир Любомирович Колесник; род. 1976) — украинский спортсмен-боксёр; Заслуженный мастер спорта Украины (2001).

## Биография и достижения
Родился 16 января 1976 года в городе Коломыя Ивано-Франковской области Украинской ССР.
Окончил педагогический факультет Прикарпатского национального университета в 1998 году. Одновременно с учёбой занимался боксом. Тренировался у Ивана Данилишина, выступал за спортивный клуб «Карпаты» (Коломыя, 1999—2003 годы).
Был многократным чемпионом Украины в 1992—1996 и 2001—2002 годах. Серебряный призёр Чемпионата мира в весовой категории до 60 кг (Белфаст, Северная Ирландия, 2001 год). Бронзовый призёр Игр Доброй воли (Брисбен, Австралия, 2001 год). Владелец Кубка Европы 1998 года (Афины, Греция).
После окончания спортивной карьеры занимался общественной деятельностью — был начальником отдела молодёжи и спорта Коломыйского городского совета. Находясь на этой должности, в 2009 году получил бронзовую статуэтку «Ника-2009» — за отличную работу в области спорта, став четвёртым по счёту спортсменом, удостоенным такой награды на Коломыйщине.